# Azuré du serpolet
Phengaris arion
Espèce
Statut de conservation UICN

 NT  : Quasi menacé
Statut CITES
L’Azuré du serpolet (Phengaris arion) est une espèce de lépidoptères (papillons) de la famille des Lycaenidae, de la sous-famille des Polyommatinae et du genre Phengaris.

## Description

### Papillon
C'est un petit papillon au dessus bleu intense taché de noir aux antérieures. Certaines sous-espèces ou formes présentent une large bordure foncée. La frange blanche est discrètement entrecoupée
Le revers est ocre orné d'une double ligne marginale de points marron et d'une ligne, deux aux postérieures de points noirs cerclés de blanc.

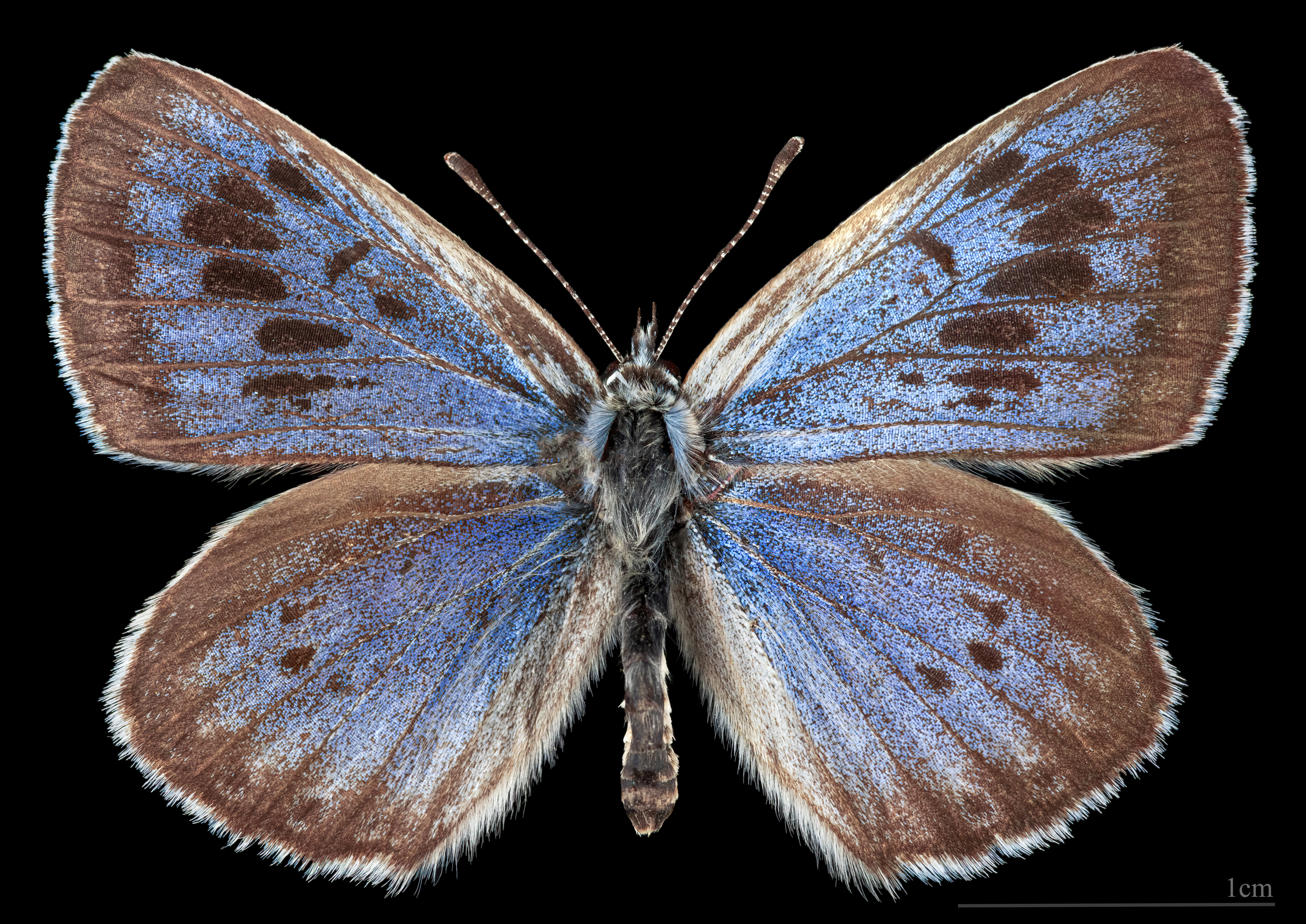
Phengaris arion ♂
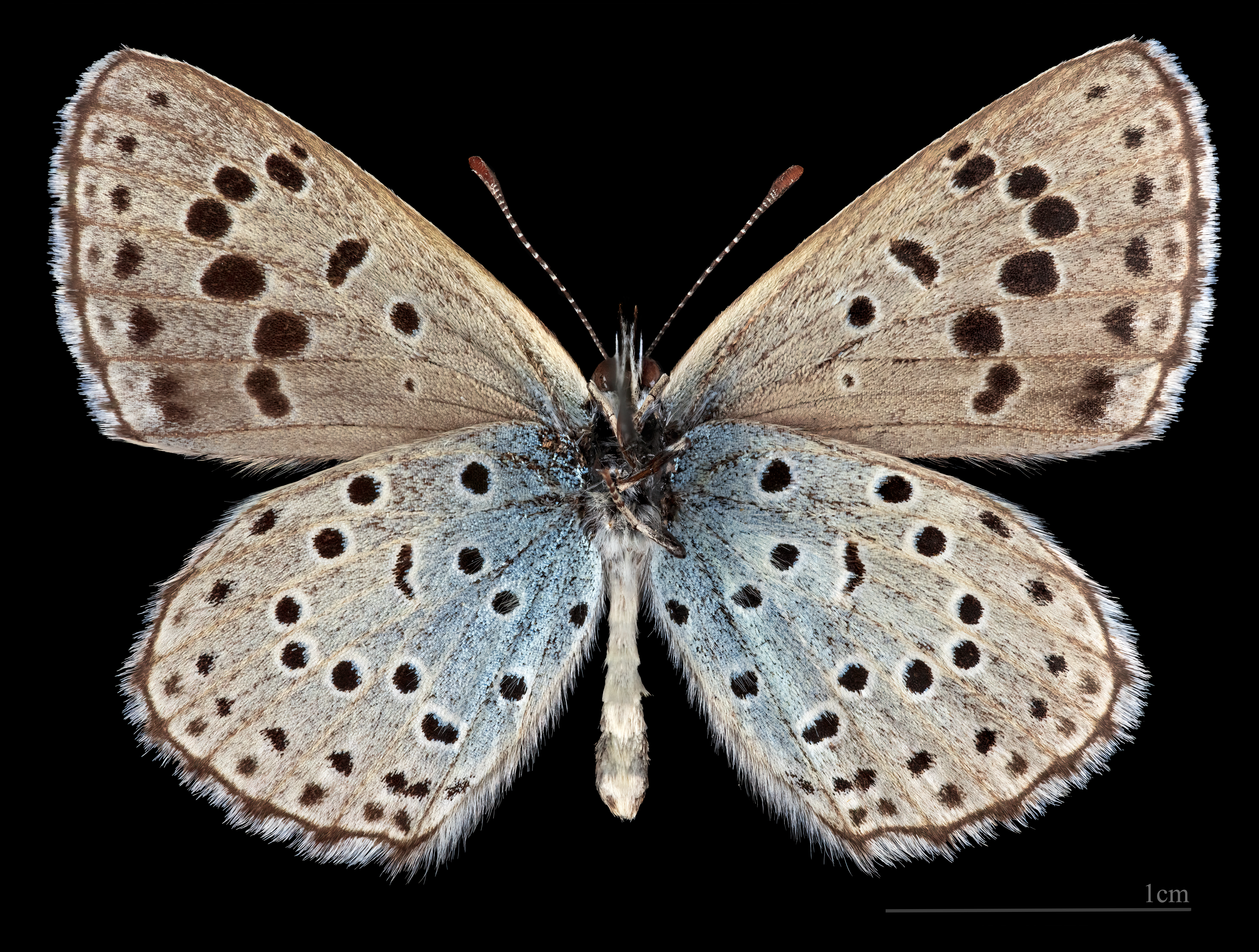
Phengaris arion ♂  △
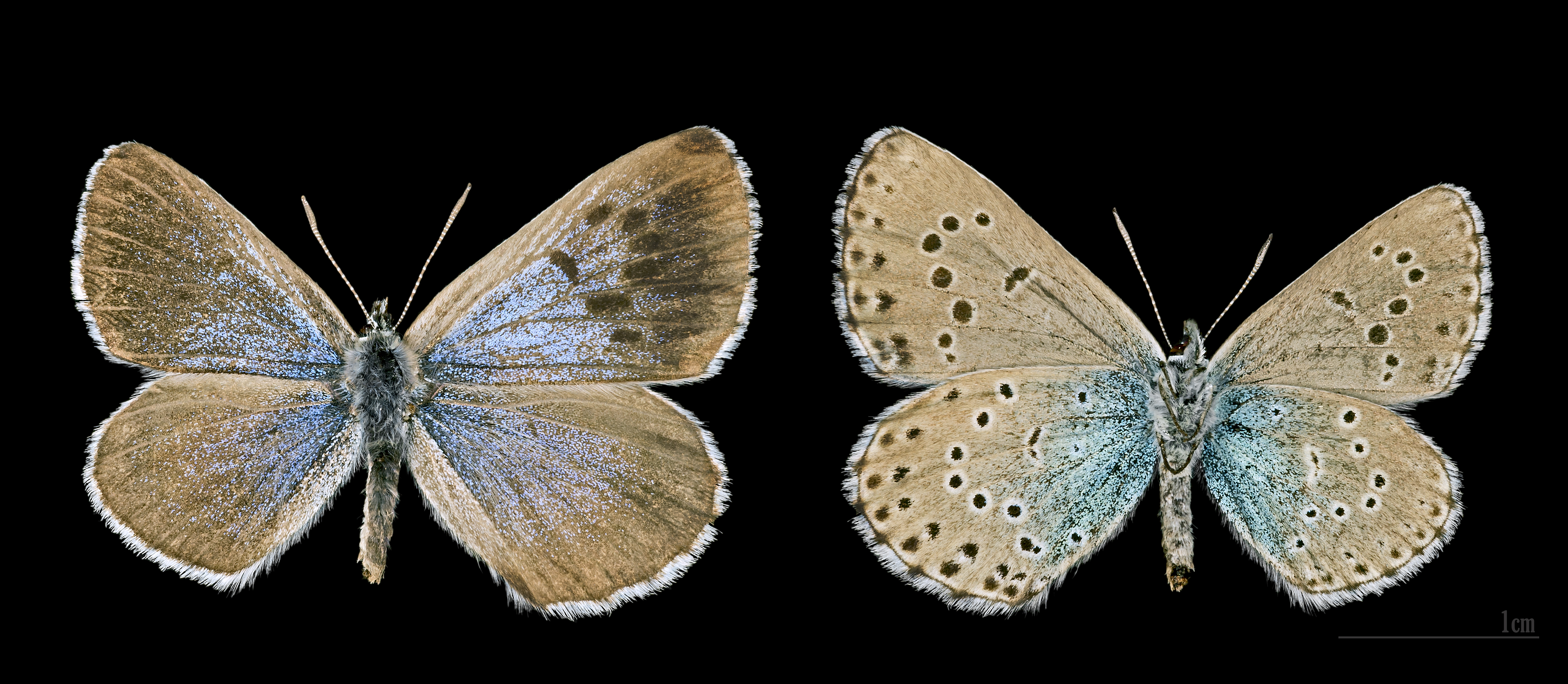
Azuré du serpolet gynandromorphe (MHNT).

### Chenille
La chenille, petite et trapue, possède une tête rétractile noire et un corps rose puis blanc rosé.

## Biologie
Les chenilles sont soignées par des fourmis, Myrmica sabuleti et Myrmica scabrinodis.
Au début de sa croissance, la chenille est phytophage et se nourrit des corolles de ses plantes hôtes. Elle tombe ensuite au sol. 
Là, incapable de se déplacer seule, elle attend d'attirer des fourmis par mimétisme et en produisant une goutte de miellat. Elle use à la fois d'une fausse signature chimique imitant celle des larves (hydrocarbures cuticulaires) et de stridulations semblables à celles des reines de fourmis. 85% n'y parviennent pas, mais les chanceuses sont transportées par les fourmis dans leur fourmilière. La nymphose a lieu dans la fourmilière. Jusqu'à sa métamorphose, la chenille est alimentée par les ouvrières (régurgitation de nourriture) ou bien se nourrit d'œufs, de larves et de nymphes de fourmis,,. 

### Période de vol et hivernation
Il hiverne à l'état de chenille.
Il vole en une génération, de fin mai à fin juillet.

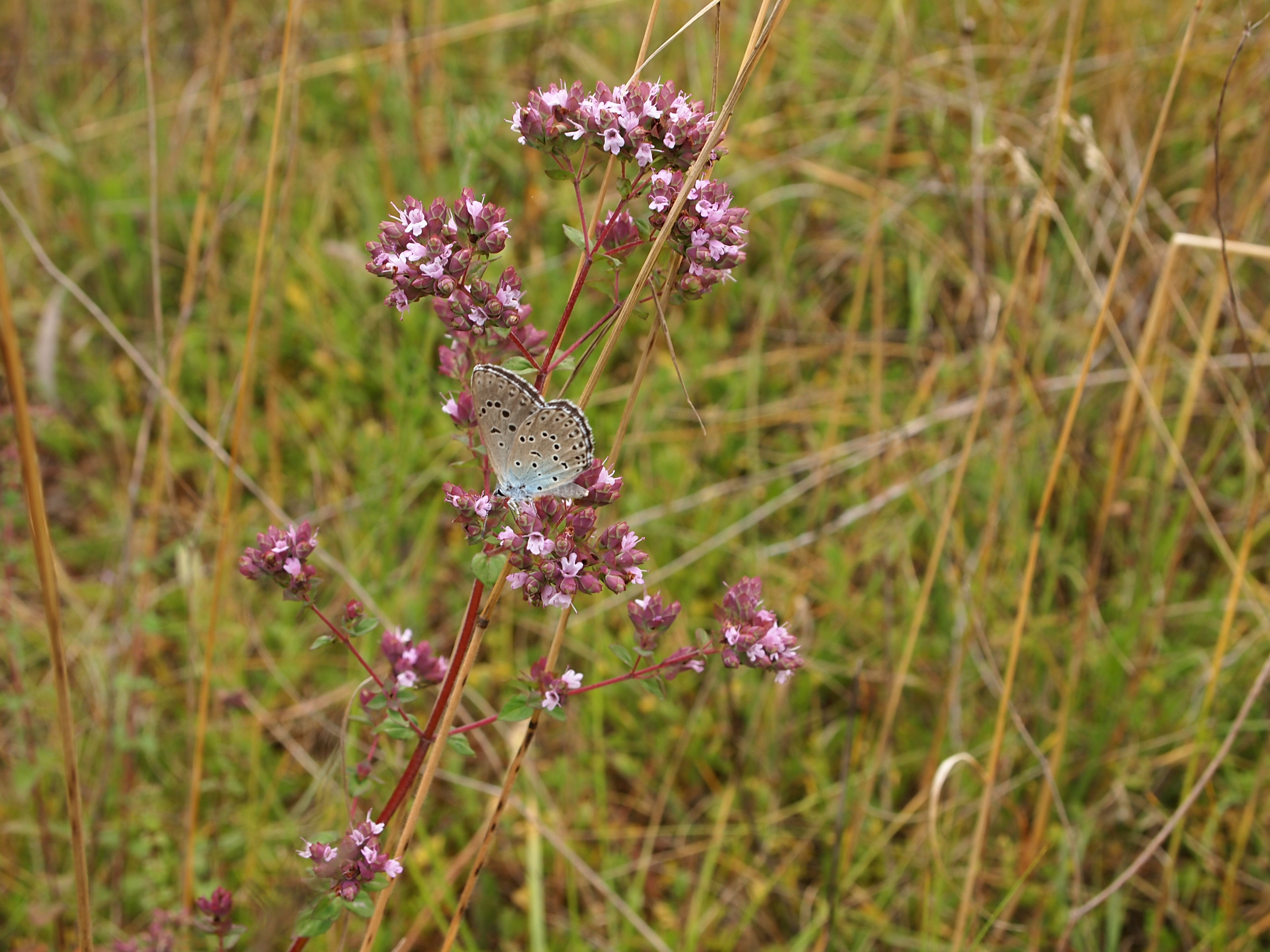
Azuré du serpolet en mi-juin 2010
Natura2000 Vallée de l'Antenne

### Plantes hôtes
Ses plantes hôtes sont des  thyms Thymus serpyllum, Thymus praecox, Thymus marschalliana, et origans Origanum vulgare.

## Écologie et distribution
Il est présent en Europe du Nord de l'Espagne au sud de la Scandinavie, en Turquie, dans l'ouest de la Sibérie, le nord-ouest du Kazakhstan et dans l'Altaï. Il est éteint en Grande-Bretagne depuis 1979,.
En France métropolitaine il est présent dans presque tous les départements, mais est absent ou n'a pas été trouvé depuis 1980 en Basse-Normandie, dans le Nord-Pas-de-Calais et l'Île-de-France.

### Biotope
Il réside dans les clairières, les lieux herbus secs.

## Systématique
- L'espèce Phengaris arion a été décrite par le naturaliste suédois Carl von Linné en 1758, sous le nom initial de Papilio arion[8].
- La localité type est Nurnberg en Allemagne.

### Synonymes
- Papilio arion Linnaeus, 1758 Protonyme
- Glaucopsyche arion (Linnaeus, 1758)
- Maculinea arion (Linnaeus, 1758)[9]
- Papilio telegone Bergsträsser, 1779[10]
- Papilio varietas Bergsträsser, 1779[6],[11].
- Lycaena arthurus Melvill, 1873[12]
- Maculinea obscura (Christ, 1878)
- Lycaena ligurica Wagner, 1904
- Lycaena obscura Christ, 1877[13]

### Taxinomie
Sous-espèces
- Phengaris arion arion (Linnaeus, 1758)
- Phengaris arion buholzeri Rezbanyai, 1978;
- Phengaris arion inferna Sibatani, Saigusa et Hirowatari, 1994; dans le Sichuan.
- Phengaris arion zara Jachontov, 1935; en Arménie[6].

### Noms vernaculaires
L’Azuré du Serpolet ou Azuré d'Arion ou Argus à bandes brunes ou Arion ou Argus Arion, se nomme en anglais Large Blue, en allemand Schwarzflecken Blauling et en espagnol Hormiguera de lunares,.

## L'Azuré du serpolet et l'être humain

### Protection
L'Azuré du serpolet est inscrit sur la liste des insectes strictement protégés de l'annexe 2 de la Convention de Berne, sur la liste des insectes strictement protégés de l'annexe IV de la Directive Habitats du Conseil de l'Europe concernant la conservation des habitats naturels ainsi que de la faune et de la flore sauvages du 21 mai 1992.
En France, l'Azuré du serpolet est inscrit sur la liste rouge des insectes de France métropolitaine (article 2 de l'arrêté du 23 avril 2007 fixant la liste des insectes protégés sur le territoire national).
L'Azuré du serpolet était éteint en Grande-Bretagne mais y a été réintroduit
Son développement larvaire nécessite une plante hôte spécifique et des fourmis spécifiques. L'espèce est donc à la merci des changements culturaux comme de la fermeture des espaces qui ne sont plus pâturés ; il est donc important de surveiller et de maintenir en état ses zones de résidence.

### Philatélie
L'Azuré du serpolet figure sur un timbre de la poste hongroise[réf. nécessaire].